# Dachiardite-Ca
La dachiardite-Ca è un minerale.

## Etimologia
Il nome è in onore del professore di mineralogia all'Università di Pisa Antonio D'Achiardi (1839-1902), primo descrittore del minerale.